# Campeonato Mundial de Saltos Ecuestres
El Campeonato Mundial de Saltos Ecuestres es la máxima competición internacional de la disciplina hípica de salto ecuestre. Se realiza desde 1953 bajo la organización de la Federación Ecuestre Internacional (FEI). Desde 1990 se celebra en el marco de los Juegos Ecuestres Mundiales. Hasta 1960 solo podían competir jinetes masculinos. En 1965 se disputó por primera vez la prueba femenina individual y por dos ocasiones más, 1970 y 1974, se realizó de forma separada. Es a partir de 1978 cuando las mujeres pudieron participar junto con los hombres.
En primer lugar del medallero se encuentra Alemania, con 10 títulos mundiales (7 individual y 3 por equipos) y un total de 19 medallas, le sigue Francia con 7 títulos (4 individual y 3 por equipos) y un total de 20 medallas. España ha logrado un título (individual) y un total de 4 medallas.

## Individual
| Núm.  | Año  | Sede                             | Oro                                               | Plata                                                    | Bronce                                               |
| ----- | ---- | -------------------------------- | ------------------------------------------------- | -------------------------------------------------------- | ---------------------------------------------------- |
| I     | 1953 | París ( Francia)                 | Francisco Goyoaga (Quorum) España                 | Fritz Thiedemann (Diamant) RFA                           | Pierre Jonquères d'Oriola (Ali Baba) Francia         |
| II    | 1954 | Madrid ( España)                 | Hans Günter Winkler (Halla) RFA                   | Pierre Jonquères d'Oriola (Arlequin) Francia             | Francisco Goyoaga (Baden) España                     |
| III   | 1955 | Aquisgrán ( RFA)                 | Hans Günter Winkler (Orient) RFA                  | Raimondo D'Inzeo · (Merano) · Italia                     | Ronnie Dallas (Bones) Reino Unido                    |
| IV    | 1956 | Aquisgrán ( RFA)                 | Raimondo D'Inzeo · (Merano) · Italia              | Francisco Goyoaga (Fahnenkönig) España                   | Fritz Thiedemann (Meteor) RFA                        |
| V     | 1960 | Venecia · ( Italia)              | Raimondo D'Inzeo · (Gowran Girl) · Italia         | Carlos Delía Larocca (Huipil) Argentina                  | David Broome (Sunsalve) Reino Unido                  |
| VI    | 1966 | Buenos Aires ( Argentina)        | Pierre Jonquères d'Oriola (Pomone B) Francia      | José Álvarez de Bohórquez (Quizás) España                | Raimondo D'Inzeo · (Bowjak) · Italia                 |
| VII   | 1970 | La Baule ( Francia)              | David Broome (Beethoven) Reino Unido              | Graciano Mancinelli · (Fidux) · Italia                   | Harvey Smith (Mattie Brown) Reino Unido              |
| VIII  | 1974 | Hickstead ( Reino Unido)         | Hartwig Steenken (Simona) RFA                     | Edward Macken (Pele) Irlanda                             | Hugo Simon · (Lavendel) · Austria                    |
| IX    | 1978 | Aquisgrán ( RFA)                 | Gerhard Wiltfang (Roman) RFA                      | Edward Macken (Boomerang) Irlanda                        | Michael Matz (Jet Run) Estados Unidos                |
| X     | 1982 | Dublín ( Irlanda)                | Norbert Koof (Fire) RFA                           | Malcolm Pyrah (Towerlands Angelzarke) Reino Unido        | Michel Robert (Idéal de la Haye) Francia             |
| XI    | 1986 | Aquisgrán ( RFA)                 | Gail Greenough · (Mr. T) · Canadá                 | Conrad Homfeld (Abdullah) Estados Unidos                 | Nick Skelton (Raffles Apollo) Reino Unido            |
| XII   | 1990 | Estocolmo · ( Suecia)            | Éric Navet (Quito de Baussy) Francia              | John Whitaker (Milton) Reino Unido                       | Hubert Bourdy (Morgat) Francia                       |
| XIII  | 1994 | La Haya · ( Países Bajos)        | Franke Sloothaak · (Weihaiwej) · Alemania         | Michel Robert (Miss San Patrignano) Francia              | Sören von Rönne · (Taggi) · Alemania                 |
| XIV   | 1998 | Roma · ( Italia)                 | Rodrigo Pessoa · (Gandini Lianos) · Brasil        | Thierry Pomel (Tor des Chaines) Francia                  | Franke Sloothaak · (Joly Coeur) · Alemania           |
| XV    | 2002 | Jerez de la Frontera · ( España) | Dermott Lennon (Liscalgot) Irlanda                | Éric Navet (Dollar du Murier) Francia                    | Peter Wylde (Fein Cera) Estados Unidos               |
| XVI   | 2006 | Aquisgrán · ( Alemania)          | Jos Lansink · (Cavalor Cumano) · Bélgica          | Elizabeth Madden (Authentic) Estados Unidos              | Meredith Michaels-Beerbaum · (Shutterfly) · Alemania |
| XVII  | 2010 | Lexington ( Estados Unidos)      | Philippe Le Jeune · (Vigo d'Arsouilles) · Bélgica | Abdulá Al Sharbatly (Seldana di Campalto) Arabia Saudita | Eric Lamaze · (Hickstead) · Canadá                   |
| XVIII | 2014 | Caen ( Francia)                  | Jeroen Dubbeldam · (Zenith SFN) · Países Bajos    | Patrice Delaveau (Orient Express HDC) Francia            | Elizabeth Madden (Cortes "C") Estados Unidos         |
| XIX   | 2018 | Tryon ( Estados Unidos)          | Simone Blum · (DSP Alice) · Alemania              | Martin Fuchs · (Clooney) · Suiza                         | Steve Guerdat · (Bianca) · Suiza                     |
| XX    | 2022 | Herning ( Dinamarca)             | Henrik von Eckermann · (King Edward) · Suecia     | Jérôme Guéry · (Quel Homme de Hus) · Bélgica             | Maikel van der Vleuten · (Beauville) · Países Bajos  |

Campeonato femenino (1965-1974)
| Núm. | Año  | Sede                     | Oro                                  | Plata                                      | Bronce                                              |
| ---- | ---- | ------------------------ | ------------------------------------ | ------------------------------------------ | --------------------------------------------------- |
| I    | 1965 | Hickstead ( Reino Unido) | Marion Coakes (Stroller) Reino Unido | Kathy Kusner (Untouchable) Estados Unidos  | Alison Westwood (The Maverick) Reino Unido          |
| II   | 1970 | Copenhague ( Dinamarca)  | Janou Lefèbvre (Rocket) Francia      | Marion Coakes (Stroller) Reino Unido       | Annelie Drummond-Hay (Merely a Monarch) Reino Unido |
| III  | 1974 | La Baule ( Francia)      | Janou Lefèbvre (Rocket) Francia      | Michele McEvoy (Mr. Muskie) Estados Unidos | Barbara Simpson-Kerr · (Magnor) · Canadá            |

### Medallero histórico
- Actualizado a Herning 2022 (incluye los tres campeonatos femeninos)

| Núm. | País           | Oro | Plata | Bronce | Total |
| ---- | -------------- | --- | ----- | ------ | ----- |
| 1    | Alemania       | 7   | 1     | 4      | 12    |
| 2    | Francia        | 4   | 5     | 3      | 12    |
| 3    | Reino Unido    | 2   | 3     | 6      | 11    |
| 4    | Italia         | 2   | 2     | 1      | 5     |
| 5    | Bélgica        | 2   | 1     | 0      | 3     |
| 6    | España         | 1   | 2     | 1      | 4     |
| 7    | Irlanda        | 1   | 2     | 0      | 3     |
| 8    | Canadá         | 1   | 0     | 2      | 3     |
| 9    | Países Bajos   | 1   | 0     | 1      | 2     |
| 10   | Brasil         | 1   | 0     | 0      | 1     |
| 10   | Suecia         | 1   | 0     | 0      | 1     |
| 12   | Estados Unidos | 0   | 4     | 3      | 7     |
| 13   | Suiza          | 0   | 1     | 1      | 2     |
| 14   | Argentina      | 0   | 1     | 0      | 1     |
| 14   | Arabia Saudita | 0   | 1     | 0      | 1     |
| 16   | Austria        | 0   | 0     | 1      | 1     |
|      | TOTAL          | 23  | 23    | 23     | 69    |

## Por equipos
| Núm.     | Año         | Sede                             | Oro | Plata | Bronce |
| -------- | ----------- | -------------------------------- | --- | --- | --- |
| I – VIII | 1953 – 1974 | No realizados                    | No realizados | No realizados | No realizados |
| IX       | 1978        | Aquisgrán ( RFA)                 | Caroline Bradley (Tigre) David Broome (Philco) Derek Ricketts (Hydrophane Coldstream) Malcolm Pyrah (Law Court) Reino Unido                                          | Johan Heins · (Pandur Z) · Henk Nooren · (Pluco) · Anton Ebben · (Jumbo Design) · Dick Wieken · (Sil Z) · Países Bajos                                            | Michael Matz (Jet Run) Conrad Homfeld (Balbuco) Dennis Murphy (Tuscalosa) William Brown (Viscount) Estados Unidos                                                            |
| X        | 1982        | Dublín ( Irlanda)                | Michel Robert (Ideal de la Haye) Patrick Caron (Eole IV) Frédéric Cottier (Flambeau C) Gilles Bertrán de Balanda (Galoubet A) Francia                                | Norbert Koof (Fire) Gerhard Wiltfang (Roman) Paul Schockemöhle (Deister) Peter Luther (Livius) RFA                                                                | Malcolm Pyrah (Anglezarke) John Whitaker (Ryans Son) David Broome (Mr Ross) Nick Skelton (If Ever) Reino Unido                                                               |
| XI       | 1986        | Aquisgrán ( RFA)                 | Conrad Homfeld (Abdullah) Michael Matz (Chef) Katharine Burdsall (The Natural) Kathleen Monahan (Amadia) Estados Unidos                                              | Nick Skelton (Raffles Apollo) Michael Whitaker (Next Warren Point) John Whitaker (Hopscotch) Malcolm Pyrah (Anglezarke) Reino Unido                               | Michel Robert (La Fayette) Patrice Delaveau (Laeken) Frédéric Cottier (Flambeau C) Pierre Durand (Jappeloup) Francia                                                         |
| XII      | 1990        | Estocolmo · ( Suecia)            | Éric Navet (Quito de Baussy) Hubert Bourdy (Morgat) Roger-Yves Bost (Norton de Rhuys) Pierre Durand (Jappeloup) Francia                                              | Karsten Huck (Nepomuk) René Tebbel (Borsu Urchin) Otto Becker (Pamina) Ludger Beerbaum (Almox Gazelle) RFA                                                        | John Whitaker (Milton) Nick Skelton (Grand Slam) Michael Whitaker (Mon Santa) David Broome (Lannegan) Reino Unido                                                            |
| XIII     | 1994        | La Haya · ( Países Bajos)        | Franke Sloothaak · (Weihaiwej) · Sören von Rönne · (Taggi) · Dirk Hafemeister · (Priamos) · Ludger Beerbaum · (Ratina Z) · Alemania                                  | Michel Robert (Miss San Patrignano) Roger-Yves Bost (Souviens Toi III) Éric Navet (Waiti Quito de Baussy) Philippe Rozier (Baiko Rocco V) Francia                 | Markus Fuchs · (Goldlights Interpane) · Thomas Fuchs · (Major AC Folien) · Stefan Lauber · (Lugana II) · Lesley McNaught · (Pirol IV) · Suiza                                |
| XIV      | 1998        | Roma · ( Italia)                 | Franke Sloothaak · (San Patrignano Joly) · Lars Nieberg · (Loro Esprit) · Markus Beerbaum · (Lady Weingard) · Ludger Beerbaum · (Priamos) · Alemania                 | Thierry Pomel (Tor des Chaines) Alexandra Ledermann (Rochet M) Roger-Yves Bost (Airborne Montecillo) Éric Navet (Atout d'Isigny) Francia                          | Diane Lampard (Abbervail Dream) Geoffrey Billington (It's Otto) Nick Skelton (Hopes are H) John Whitaker (Heyman) Reino Unido                                                |
| XV       | 2002        | Jerez de la Frontera · ( España) | Éric Levallois (Diamant de Sémilly) Reynald Angot (Tlaloc M) Gilles Bertrán de Balanda (Crocus Graverie) Éric Navet (Dollar du Murier) Francia                       | Peter Eriksson · (Cardento 933) · Royne Zetterman · (Richmont Park) · Helena Lundbäck · (Utfors Mynta) · Malin Baryard · (Butterfly Flip) · Suecia                | Philippe Le Jeune · (Nabab de Reve) · Stanny Van Paesschen · (O de Pomme) · Peter Postelmans · (Oleander) · Jos Lansink · (Caridor Z) · Bélgica                              |
| XVI      | 2006        | Aquisgrán · ( Alemania)          | Piet Raijmakers · (Van Schijndel’s Curtis) · Jeroen Dubbeldam · (BMC Up And Down) · Albert Zoer · (Okidoki) · Gerco Schröder · (Eurocommerce Berlin) · Países Bajos  | Margie Goldstein-Engle (Quervo Gold) Laura Kraut (Miss Independent) McLain Ward (Sapphire) Elizabeth Madden (Authentic) Estados Unidos                            | Ludger Beerbaum · (L’Espoir) · Christian Ahlmann · (Cöster) · Meredith Michaels-Beerbaum · (Shutterfly) · Marcus Ehning · (Noltes Küchengirl) · Alemania                     |
| XVII     | 2010        | Lexington ( Estados Unidos)      | Janne Friederike Meyer · (Cellagon Lambrasco) · Carsten-Otto Nagel · (Corradina) · Meredith Michaels-Beerbaum · (Checkmate) · Marcus Ehning · (Plot Blue) · Alemania | Pénélope Leprevost (Mylord Carthago) Patrice Delaveau (Katchina Mail) Olivier Guillon (Lord de Theize) Kevin Staut (Silvana de Hus) Francia                       | Dirk Demeersman · (Bufero VH Panishof) · Judy-Ann Melchior · (Cha Cha Z) · Philippe Le Jeune · (Vigo D'Arsouilles) · Jos Lansink · (Cavalor Valentina Van't Heike) · Bélgica |
| XVIII    | 2014        | Caen ( Francia)                  | Jeroen Dubbeldam · (Zenith SFN) · Maikel van der Vleuten · (VDL Groep Verdi TN) · Jur Vrieling · (VDL Bubalu) · Gerco Schröder · (Glock's London) · Países Bajos     | Simon Delestre (Qlassic Bois Margot) Pénélope Leprevost (Flora de Mariposa) Kevin Staut (Reveur de Hurtebise) Patrice Delaveau (Orient Express HDC) Francia       | McLain Ward (Rothchild) Kent Farrington (Voyeur) Lucy Davis (Barron) Elizabeth Madden (Cortes C) Estados Unidos                                                              |
| XIX      | 2018        | Tryon ( Estados Unidos)          | Devin Ryan (Eddie Blue) Adrienne Sternlicht (Cristalline) Laura Kraut (Zeremonie) McLain Ward (Clinta) Estados Unidos                                                | Henrik von Eckermann · (Toveks Mary Lou) · Malin Baryard-Johnsson · (H&M Indiana) · Fredrik Jönsson · (Cold Play) · Peder Fredricson · (H&M Christian K) · Suecia | Simone Blum · (DSP Alice) · Laura Klaphake · (Catch Me If You Can) · Maurice Tebbel · (Don Diarado) · Marcus Ehning · (Pret A Tout) · Alemania                               |
| XX       | 2022        | Herning ( Dinamarca)             | Henrik von Eckermann · (King Edward) · Malin Baryard-Johnsson · (H&M Indiana) · Jens Fredricson · (Markan Cosmopolit) · Peder Fredricson · (H&M All In) · Suecia     | Sanne Thijssen · (Con Quidam) · Maikel van der Vleuten · (Beauville) · Jur Vrieling · (Long John Silver) · Harrie Smolders · (Monaco NOP) · Países Bajos          | Benjamin Maher (Faltic HB) Joseph Stockdale (Cacharel) Harry Charles (Romeo 88) Scott Brash (Hello Jefferson) Reino Unido                                                    |

### Medallero histórico
- Actualizado a Herning 2022.

| Núm. | País           | Oro | Plata | Bronce | Total |
| ---- | -------------- | --- | ----- | ------ | ----- |
| 1    | Francia        | 3   | 4     | 1      | 8     |
| 2    | Alemania       | 3   | 2     | 2      | 7     |
| 3    | Países Bajos   | 2   | 2     | 0      | 4     |
| 4    | Estados Unidos | 2   | 1     | 2      | 5     |
| 5    | Suecia         | 1   | 2     | 0      | 3     |
| 6    | Reino Unido    | 1   | 1     | 4      | 6     |
| 7    | Bélgica        | 0   | 0     | 2      | 2     |
| 8    | Suiza          | 0   | 0     | 1      | 1     |
|      | TOTAL          | 12  | 12    | 12     | 36    |

## Medallero histórico total
- Actualizado a Herning 2022.

| Núm. | País           | Oro | Plata | Bronce | Total |
| ---- | -------------- | --- | ----- | ------ | ----- |
| 1    | Alemania       | 10  | 3     | 6      | 19    |
| 2    | Francia        | 7   | 9     | 4      | 20    |
| 3    | Reino Unido    | 3   | 4     | 10     | 17    |
| 4    | Países Bajos   | 3   | 2     | 1      | 6     |
| 5    | Estados Unidos | 2   | 5     | 5      | 12    |
| 6    | Italia         | 2   | 2     | 1      | 5     |
| 7    | Suecia         | 2   | 2     | 0      | 4     |
| 8    | Bélgica        | 2   | 1     | 2      | 5     |
| 9    | España         | 1   | 2     | 1      | 4     |
| 10   | Irlanda        | 1   | 2     | 0      | 3     |
| 11   | Canadá         | 1   | 0     | 2      | 3     |
| 12   | Brasil         | 1   | 0     | 0      | 1     |
| 13   | Suiza          | 0   | 1     | 2      | 3     |
| 14   | Arabia Saudita | 0   | 1     | 0      | 1     |
| 14   | Argentina      | 0   | 1     | 0      | 1     |
| 16   | Austria        | 0   | 0     | 1      | 1     |
|      | TOTAL          | 35  | 35    | 35     | 105   |

1. 1 2 3  Incluye las medallas obtenidas por la RFA entre 1949 y 1990.